# Hednota
Hednota é um gênero de mariposa pertencente à família Crambidae.